# ASN-206 (航空機)
ASN-206
- 用途：戦術無人航空機
- 製造者：西安愛生技術集団公司
- 運用者：中国人民解放軍陸軍

ASN-206は、西安愛生技術集団公司（簡体字：西安爱生技术集团公司、 英語：Xi'an ASN Technology Group Co., Ltd.）が開発した短距離多用途無人航空機。同社は西北工業大学が所有する独立法人である。軍民両用を意図して開発された。
1994年12月に開発が始まり、1996年に少量生産を開始した。1996年の珠海エアショーで初めて公開された。軍民両用の無人航空機であり、昼夜偵察、戦場監視、弾着観測、国境や交通の巡視、NBC探知、大気サンプリング、航空写真や航空測量、災害モニタリングに用いられる。

## 機体
主翼はテーパー翼、高翼配置となっている。双ブーム形式でブームの後端に垂直尾翼があり、2枚の垂直尾翼の間に水平尾翼が付けられている。垂直尾翼と水平尾翼はH型配置となっている。推進方式はプッシャー式である。エンジンは空冷水平対向2ストローク4気筒のHS-700を搭載している。エンジンの最高出力は51hpである。プロペラの翼の枚数は2枚である。降着装置は簡略なスキッドが付けられているだけであり、ランディングギアは持たない。離陸はRATOを使いカタパルトから射出される。回収はパラシュートを用いて行われる。

## ミッション・ペイロード
空中ビデオレコーダー、リアルタイム・データリンク装置に加え、機種部にはミッションに応じたペイロードを搭載可能。
- 静止画カメラ（通常画角、パノラマ画角）
- ビデオカメラ（白黒・カラー）
- 低光量ビデオカメラ
- 赤外線カメラ
- レーザー式標高センサー
- 弾着観測ミッション用装置

その他のミッションに応じた装置が選択できる。

## 誘導・管制装置
電波指揮飛行管制管理システム、衛星測位システム装置、テレメトリー受信および画像信号送信装置を搭載する。

## システムの構成
ドローン本体のほか7両のトラック。（トラック内訳：射出装置搭載車、指揮誘導用シェルター搭載車、移動管制ステーション搭載車、情報処理装置搭載車、発電機搭載車、整備用車両、ドローン運搬車両）

## 運用状況
2013年10月時点で、生産は不明瞭であるが終了したものと思われる。
- 中国人民解放軍陸軍

## シリーズ
- ASN-206
- ASN-207
- ASN-209

## スペック
|                    | ASN-206     | ASN-207 (ミッション用) | ASN-207 (中継用) | ASN-209 |
| ------------------ | ----------- | ---------------------- | ---------------- | ------- |
| 全長(m)            | 3.8         | 6.0                    | 6.0              | 4.3     |
| 全高(m)            | 1.4         | 2.1                    | 2.1              | 1.5     |
| 全幅(m)            | 6.0         | 9.3                    | 9.3              | 7.5     |
| 最大射出重量(kg)   | 222         | 480                    | 410              | 320     |
| 最大ペイロード(kg) | 50          | 100                    | 30               | 50      |
| 実用上昇限度(m)    | 5000        | 6000                   | 8000             | 5000    |
| 最大速度(m)        | 209         | 180                    | 180              | 180     |
| 行動半径(km)       | 150         | 600                    | 200              | 100     |
| 航続時間(h)        | 通常4 最大8 | 16                     | 16               | 10      |